# 大津市立唐崎小学校
大津市立唐崎小学校（おおつしりつ からさきしょうがっこう）は、滋賀県大津市際川四丁目にある公立小学校。

## 沿革
- 1975年（昭和50年）4月1日 - 開校。

## 通学区域
- 唐崎一丁目、唐崎二丁目、唐崎三丁目、唐崎四丁目、穴太一丁目、穴太二丁目、穴太三丁目、弥生町、蓮池町、あかね町、見世一丁目、見世二丁目、滋賀里一丁目、滋賀里二丁目、滋賀里三丁目、滋賀里四丁目、際川一丁目、際川二丁目、際川三丁目、際川四丁目[1]。

※卒業後は基本的に大津市立唐崎中学校に進学する。